# فيرغوس بيل
فيرغوس بيل (بالإنجليزية: Fergus Bell)‏ (25 يناير 1991 بواندزورث في المملكة المتحدة - ) هو لاعب كرة قدم بريطاني في مركز الوسط. لعب مع كونينكليجك ريسينغ كلوب ميتشيلين ونادي توركي يونايتد ونادي مونزا ونادي هيبرنيان ويوفل تاون ونادي مانسفيلد تاون وK.S.K. Heist ‏ وJerez Industrial CF ‏.

## وصلات خارجية
- فيرغوس بيل على موقع قاعدة بيانات كرة القدم.إي يو (الإنجليزية)
- فيرغوس بيل على موقع Soccerbase.com (لاعب) (الإنجليزية)
- فيرغوس بيل على موقع Soccerway.com (الإنجليزية)
- فيرغوس بيل على موقع AS.com (الإسبانية)